# Juanito Navarro
Juan Navarro Rubinos (ur. 8 lipca 1926, zm. 10 stycznia 2011 w Madrycie w Hiszpanii) – hiszpański aktor, znany jako Juanito Navarro.
Pracę w teatrze rozpoczął w wieku 21 lat. Później został aktorem. W latach 80. i 90. XX wieku był jedną z najbardziej rozpoznawanych twarzy w hiszpańskiej telewizji. Miał żonę i dwójkę dzieci. Zmarł w swoim domu w Madrycie na atak serca. Został pochowany na cmentarzu Almudena.